# Đại Kiền Hoảng
Đại Kiền Hoảng (trị vì 857 - 871) là vị quốc vương thứ 12 của vương quốc Bột Hải. Ông là kì đệ của Bột Hải Trang Tông, người mà ông kế vị và là con thứ của thế tử Đại Tân Đức, là đích tôn của Bột Hải Tuyên Vương.

## Thời Bột Hải Định Vương
Đại Kiền Hoảng sinh ra vào thời kỳ đầu của vua Bột Hải Định Vương (bác họ của Đại Kiền Hoảng), là con của Đại Tân Đức, em trai của Đại Di Chấn, cháu nội của Đại Nhân Tú, hậu duệ đời thứ sáu của Đại Dã Bột - đệ của Bột Hải Cao Vương (Đại Tộ Vinh).
Từ năm Vĩnh Đức nguyên niên (năm 809) đến năm Vĩnh Đức thứ ba (năm 811), Bột Hải Định Vương phái con trưởng là Đại Diên Chân (anh họ của Đại Kiền Hoảng) cùng chú họ là Đại Nhân Tú (ông nội của Đại Kiền Hoảng) đi sứ sang nhà Đường (đời vua Đường Hiến Tông) triều cống 3 lần vào các năm 809, 810 và 811.

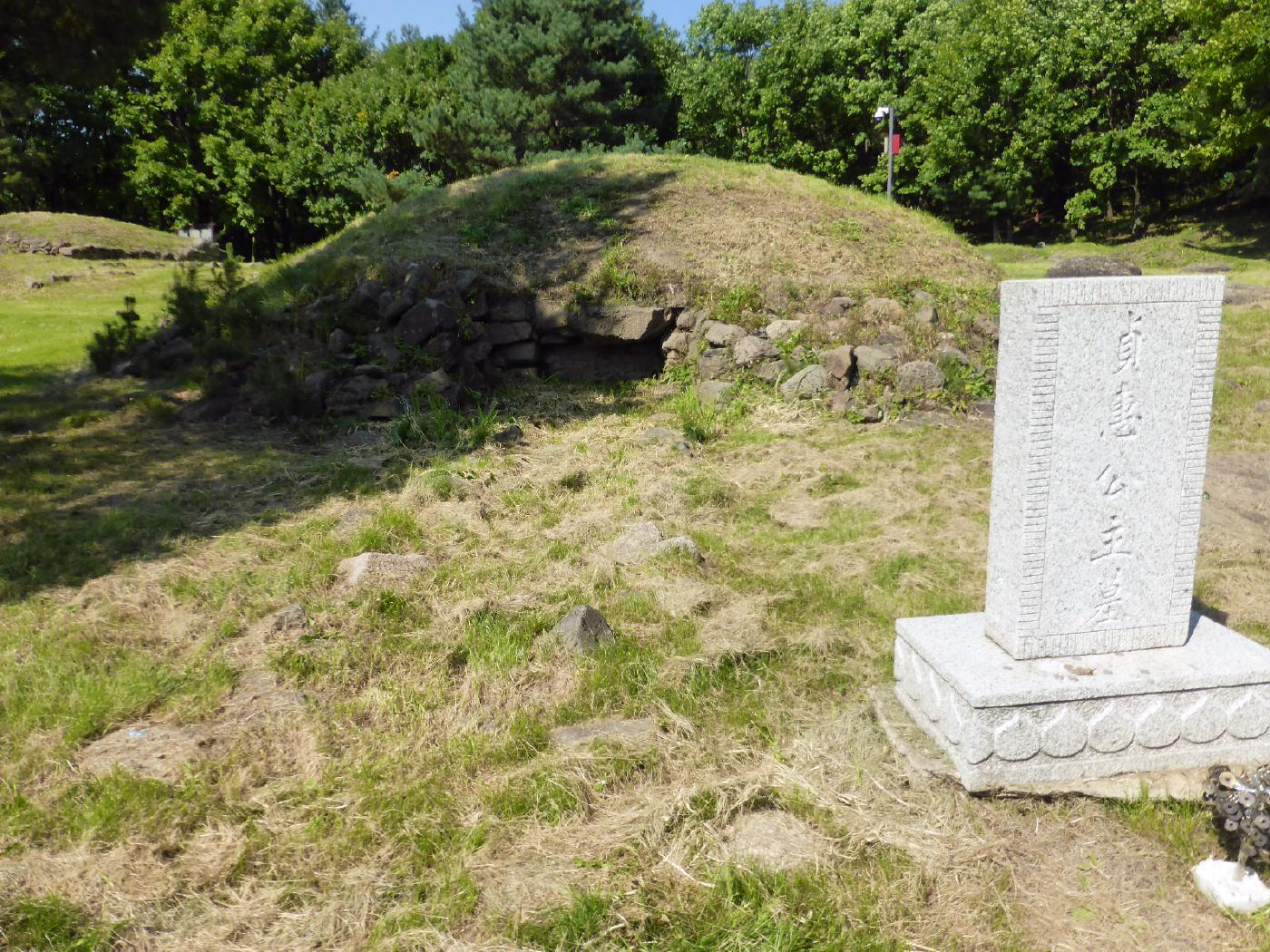
Ngôi mộ của Trinh Hiếu công chúa (757 - 792), con gái thứ 4 của vua Bột Hải Văn Vương (cai trị từ năm 737 đến năm 793)

Ngày 11 tháng 1 năm Vĩnh Đức thứ 2 (năm 810), di cốt của Trinh Hiếu công chúa (con gái thứ 4 của Bột Hải Văn Vương, cô của Bột Hải Định Vương và là bà bác họ của Đại Kiền Hoảng, qua đời từ năm 792) được Bột Hải Định Vương cho chôn cất tại Nhiễm Cốc (染谷), Seowon (서원, 西原) thuộc Quần thể lăng mộ cổ ở núi Long Đầu, Cát Lâm, Trung Quốc.
Năm Vĩnh Đức thứ 4 (năm 812), Bột Hải Định Vương (bác họ của Đại Kiền Hoảng) qua đời, thọ gần 50 tuổi. Bột Hải Định Vương đã kết hôn và có một vương tử tên là Đại Diên Chân (Dae Yeon-jin, anh họ của Đại Kiền Hoảng). Tuy nhiên có lẽ Đại Diên Chân chưa trưởng thành nên em của Bột Hải Định Vương là Nhị hoàng tử Đại Ngôn Nghĩa (bác họ của Đại Kiền Hoảng) lên kế vị, tức là vua Bột Hải Hi Vương.

## Thời Bột Hải Hi Vương
Bột Hải Hi Vương (bác họ của Đại Kiền Hoảng) chọn niên hiệu mới là "Chu Tước" (주작, 朱雀, Jujak) trong năm 812 - niên hiệu thay thế cho niên hiệu Vĩnh Đức của Bột Hải Định Vương (bác họ của Đại Kiền Hoảng) vừa băng hà.
Từ năm Chu Tước nguyên niên (năm 812) đến năm Chu Tước thứ 5 (năm 816), Bột Hải Hi Vương phái con trai là Đại Diên Tuấn (anh họ của Đại Kiền Hoảng) cùng chú họ là Đại Nhân Tú (ông nội của Đại Kiền Hoảng) đi sứ sang nhà Đường (đời vua Đường Hiến Tông) triều cống 5 lần vào các năm 812, 813, 814, 815 và 816.
Bột Hải Hi Vương (bác họ của Đại Kiền Hoảng) buôn bán tích cực với nhà Đường (đời vua Đường Hiến Tông), và nhập về nhiều nét văn hóa và hệ thống tổ chức cai trị của nhà Đường vào vương quốc Bột Hải. Năm Chu Tước thứ 3 (năm 814), Bột Hải Hi Vương đã gửi những bức tượng Phật đến nhà Đường (đời vua Đường Hiến Tông). Bột Hải Hi Vương còn buôn bán với phản quân Lý Sư Đạo của nhà Đường (đời vua Đường Hiến Tông). Sau đó, vào năm Chu Tước thứ 4 (năm 815), Lý Sư Đạo giới thiệu thêm thương nhân người Tân La đang làm thương mại ở nhà Đường là Jami phu nhân cùng buôn bán với vương quốc Bột Hải của Bột Hải Hi Vương.
Năm Chu Tước thứ 6 (năm 817), Bột Hải Hi Vương (bác họ của Đại Kiền Hoảng) băng hà, thọ gần 50 tuổi. Bột Hải Hi Vương từng kết hôn và có người con trai tên là Đại Diên Tuấn (大延俊, Dae Yeon-jun, anh họ của Đại Kiền Hoảng). Tuy nhiên có lẽ Đại Diên Tuấn chưa trưởng thành nên em trai của Bột Hải Hi Vương là Tam hoàng tử Đại Minh Trung (bác họ của Đại Kiền Hoảng) lên kế vị, tức là vua Bột Hải Giản Vương.

## Thời Bột Hải Giản Vương
Bột Hải Giản Vương (bác họ của Đại Kiền Hoảng) chọn niên hiệu là Thái Thủy (太始, Taesi, nghĩa là "Khởi đầu hùng vĩ") trong năm 817 nhằm thay thế niên hiệu "Chu Tước" của Bột Hải Hi Vương (bác họ của Đại Kiền Hoảng) vừa băng hà. Bột Hải Giản Vương phong Thái thị (태씨, 泰氏) lên làm Thuận Mục hoàng hậu (순목황후, 順穆皇后).
Từ năm 817 đến năm 818, Bột Hải Giản Vương phái chú họ là Đại Nhân Tú (ông nội của Đại Kiền Hoảng) đi sứ sang nhà Đường (đời vua Đường Hiến Tông) triều cống 2 lần vào các năm 817 và 818.
Trong năm Thái Thủy thứ hai (năm 818), Bột Hải Giản Vương (bác họ của Đại Kiền Hoảng) qua đời, thọ gần 50 tuổi. Dù Bột Hải Giản Vương có kết hôn với Thuận Mục hoàng hậu Thái thị nhưng ông ta không có con trai. Vì vậy hậu duệ đời thứ tư của Đại Dã Bột (em trai của Bột Hải Cao Vương) là Đại Nhân Tú (chú họ của Bột Hải Giản Vương, ông nội của Đại Kiền Hoảng, khi đó đã hơn 60 tuổi, vừa trở về từ nhà Đường, là một người có uy quyền và thế lực) lên kế vị, tức là vua Bột Hải Tuyên Vương. Việc này đã kết thúc sự cai trị vương quốc Bột Hải của dòng dõi Bột Hải Cao Vương. Thuận Mục hoàng hậu Thái thị trở thành Thuận Mục thái hậu.

## Thời Bột Hải Tuyên Vương
Bột Hải Tuyên Vương (ông nội của Đại Kiền Hoảng) chọn niên hiệu là Kiến Hưng (건흥, 建興, Geonheung) trong năm 818 - niên hiệu thay thế cho niên hiệu Thái Thủy của Bột Hải Giản Vương (bác họ của Đại Kiền Hoảng) vừa băng hà.
Bột Hải Tuyên Vương vừa lên ngôi vua Bột Hải thì bốn bộ lạc Thiết Lợi Mạt Hạt, Ngu Lâu Mạt Hạt, Việt Hỷ Mạt Hạt (đời thủ lĩnh Ô Thi Khả Mông) và Hắc Thủy Mạt Hạt cùng phái quân tấn công vào biên giới đông bắc vương quốc Bột Hải. Bột Hải Tuyên Vương đã tái lập quyền lực hoàng gia và làm cho quân đội Bột Hải rất vững mạnh. Sau đó quân đội Bột Hải dưới sự chỉ huy của Bột Hải Tuyên Vương đã đẩy lui 4 cánh quân Mạt Hạt của 4 bộ lạc Thiết Lợi Mạt Hạt, Ngu Lâu Mạt Hạt, Việt Hỷ Mạt Hạt và Hắc Thủy Mạt Hạt ra khỏi biên giới đông bắc vương quốc Bột Hải.
Bột Hải Tuyên Vương tập trung nhiều vào việc mở rộng lãnh thổ của vương quốc, và dẫn theo nhiều chiến dịch với kết quả hợp nhất nhiều bộ tộc Mạt Hạt ở phía bắc. Trong năm Kiến Hưng nguyên niên (năm 818) Bột Hải Tuyên Vương xuất quân đi xâm chiếm và sáp nhập các bộ lạc Thiết Lợi Mạt Hạt, Ngu Lâu Mạt Hạt và Việt Hỷ Mạt Hạt (đời thủ lĩnh Ô Thi Khả Mông) vào vương quốc Bột Hải của mình. Các bộ lạc khác dọc theo thung lũng Amur ở phía bắc đều bị sáp nhập hết vào vương quốc Bột Hải của Bột Hải Tuyên Vương. Sau đó Bột Hải Tuyên Vương còn đánh chiếm 2/3 lãnh thổ của bộ lạc Hắc Thủy Mạt Hạt.

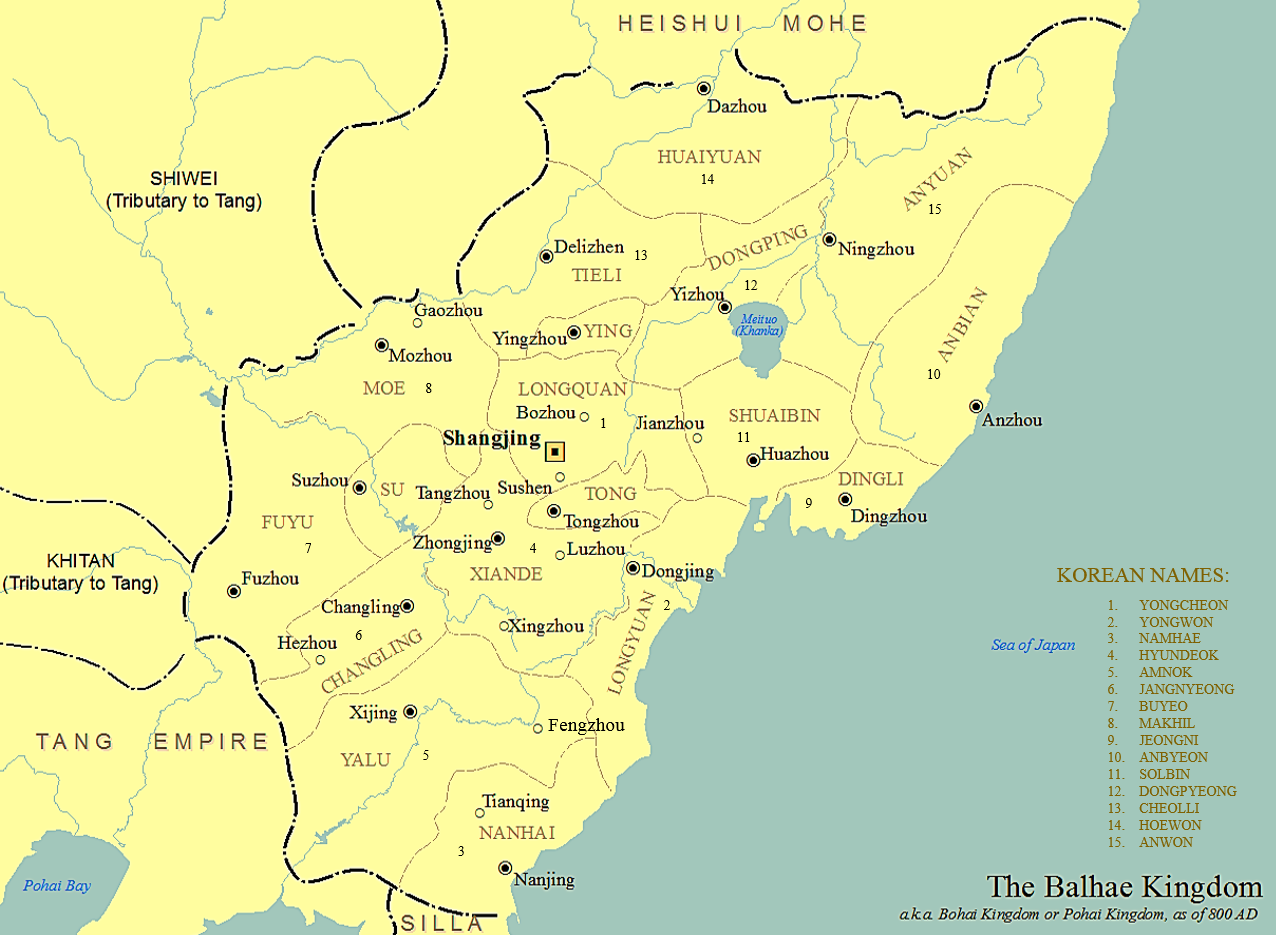
Bản đồ 18 phủ (18 tỉnh) của vương quốc Bột Hải (đời vua Bột Hải Tuyên Vương) với tên gọi theo âm tiếng Trung Quốc và âm tiếng Triều Tiên

Bột Hải Tuyên Vương chia vương quốc Bột Hải ra thành 18 phủ (18 tỉnh). Cuối năm 818, Bột Hải Tuyên Vương phái quân Bột Hải đi tấn công Tiểu Cao Câu Ly ở Liêu Đông và Tân La (đời vua Tân La Hiến Đức Vương) ở phía nam. Quân Tiểu Cao Câu Ly ngăn cản được bước tiến quân của quân đội Bột Hải. Nước Tân La đẩy lui được quân Bột Hải.
Năm Kiến Hưng thứ 2 (năm 819), vua Bột Hải Tuyên Vương mở chiến dịch chinh phục vương quốc Tiểu Cao Câu Ly tại Liêu Đông. Quân đội Bột Hải của Bột Hải Tuyên Vương chiếm nhiều thành trì ở đông nam của Tiểu Cao Câu Ly rồi sáp nhập vào Nam Hải phủ và Áp Lục phủ của vương quốc Bột Hải. Bột Hải Tuyên Vương lại phái quân Bột Hải đánh phá biên giới phía bắc nước Tân La (đời vua Tân La Hiến Đức Vương).
Từ năm Kiến Hưng thứ 2 (năm 819) đến năm Kiến Hưng thứ 9 (năm 826), Bột Hải Tuyên Vương phái con trưởng là thế tử Đại Tân Đức (cha của Đại Kiền Hoảng) làm sứ giả sang nhà Đường (các đời vua Đường Hiến Tông, Đường Mục Tông, Đường Kính Tông) triều cống 8 lần vào các năm 819, 820, 821, 822, 823, 824, 825 và 826.
Năm Kiến Hưng thứ 3 (năm 820) quân đội Bột Hải của Bột Hải Tuyên Vương tiêu diệt vương quốc Tiểu Cao Câu Ly tại Liêu Đông và sáp nhập vương quốc này vào Bột Hải. Bột Hải Tuyên Vương lấy lãnh thổ Tiểu Cao Câu Ly vừa chiếm được lập ra phủ Yodong (Liaodong, Liêu Đông) - phủ thứ 19 của vương quốc Bột Hải.
Bột Hải Tuyên Vương cũng ra lệnh mở rộng lãnh thổ về phía nam, tức về phía Tân La. Trong năm 820, một phần của Tân La (đời vua Tân La Hiến Đức Vương) ở biên giới phía nam vương quốc Bột Hải bị quân đội Bột Hải chiếm đóng. Bột Hải Tuyên Vương cho sáp nhập phần đất vừa chiếm được từ Tân La này vào Nam Hải phủ của vương quốc Bột Hải. Sức ép từ thế lực Bột Hải đã khiến Tân La phải xây dựng tường thành ở biên giới phía Bắc giáp với Bột Hải từ năm 712, và quân đội Tân La ở đây cũng phải thường xuyên trong tình trạng sẵn sàng chiến đấu.
Khi đó hải tặc Lý Đạo Hình cùng Yeom Mun tiến hành cướp bóc những tàu bè qua lại trên biển giữa Tân La (đời vua Tân La Hiến Đức Vương) và nhà Đường (đời vua Đường Mục Tông, Đường Kính Tông). Hàng hóa cướp được thì Lý Đạo Hình buôn bán với Tây Kinh thuộc Áp Lục phủ của vương quốc Bột Hải (đời vua Bột Hải Tuyên Vương).
Bột Hải Tuyên Vương khi đó thường xuyên buôn bán với thương nhân Tân La là Jami phu nhân. Sau đó, cùng năm 824, Jami phu nhân giới thiệu thêm thủ lĩnh hải tặc Lý Đạo Hình đang hoành hành ở bờ biển tây nam Tân La (đời vua Tân La Hiến Đức Vương) cùng buôn bán vũ khí, ngựa, lương thực với Thượng Kinh (nay là Ninh An, Hắc Long Giang) thuộc Long Tuyền phủ của vương quốc Bột Hải (đời vua Bột Hải Tuyên Vương).

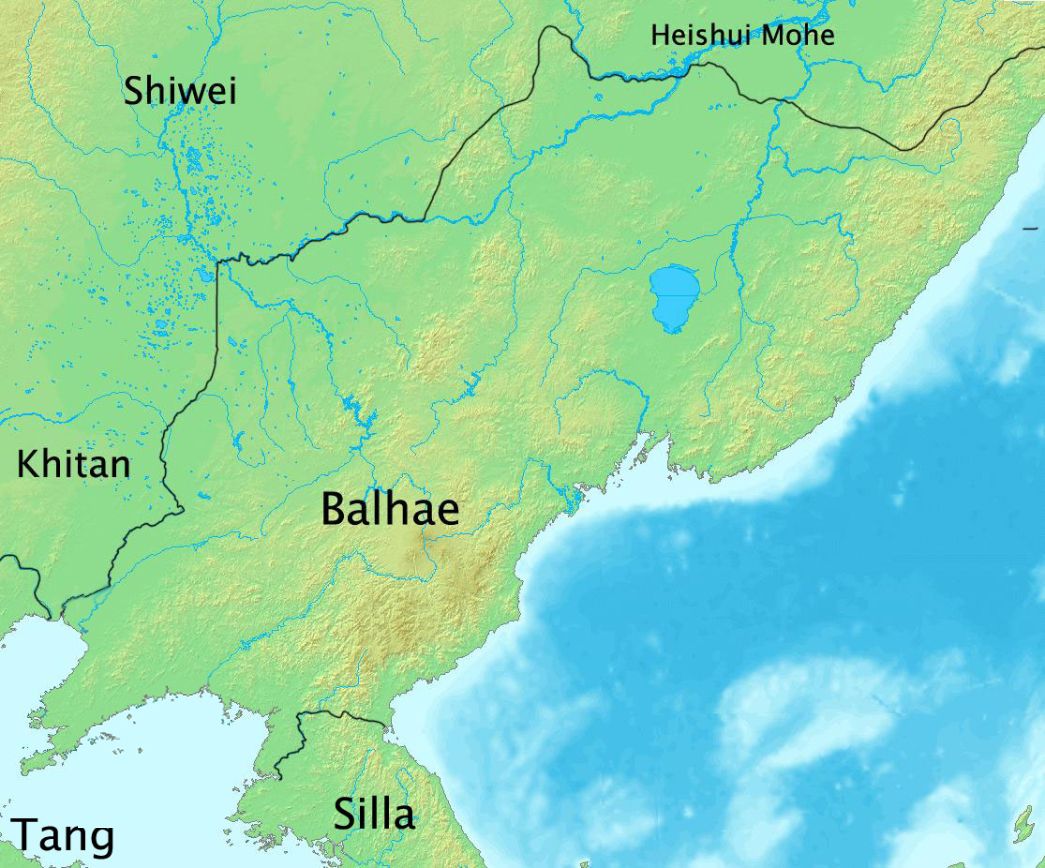
Bản đồ vương quốc Bột Hải của vua Bột Hải Tuyên Vương năm 830.

Vùng lãnh thổ Bột Hải khi ấy rộng lớn gấp 2.2~2.8 lần tổng diện tích bán đảo Triểu Tiên ngày nay. Nhà Đường của vua Đường Văn Tông còn gửi sứ thần tới, thừa nhận sự tồn tại thực tế cũng như sức mạnh của Bột Hải. Ngoài ra nhà Đường còn gọi Bột Hải là "Hải đông thịnh quốc" (Haedong seongguk, nghĩa là "quốc gia thịnh vượng ở vùng biển phía Đông"), nhằm công nhận Bột Hải là một xã hội văn hóa tiến bộ. Ngay cả những quốc gia cách xa tới 1.300 km cũng muốn giao dịch với Bột Hải và nhờ cậy bảo hộ. Bột Hải đã phát triển thành một đại cường quốc, đã tập trung sức mạnh vào cả việc phát triển kinh tế và văn hóa, giao dịch thực hiện cả với vùng Ba Tư (Persia) xa xôi, thủ phủ Dongkyeongseong (Đông Kinh thành) thuộc Long Nguyên phủ của vương quốc Bột Hải đã trở thành đô thị mang tầm thế giới ở thời điểm đó.
Do thế tử Đại Tân Đức (con của Bột Hải Tuyên Vương, cha của Đại Kiền Hoảng) đã qua đời trước đó, Bột Hải Tuyên Vương phong cho đích tôn của mình (con của thế tử Đại Tân Đức) là Đại Di Chấn (anh của Đại Kiền Hoảng) làm người kế vị của mình.
Trong 12 năm trị vì, Bột Hải Tuyên Vương đã 5 lần cử sứ thần sang Nhật Bản (đời Thiên hoàng Saga, Thiên hoàng Junna), nhằm thiết lập quan hệ ngoại giao cũng như các tuyến thương mại. Các sứ thần Bột Hải giành được sự công nhận thiện chí tại Nhật Bản mặc dù Nhật Bản có cảnh báo Bột Hải rằng Bột Hải cần hạn chế cử các phái đoàn sang Nhật Bản vì chúng mang đến gánh nặng tiếp đón cho Nhật Bản. Tuyến thương mại Bột Hải - Nhật Bản qua Biển Nhật Bản trở thành một trong những tuyến thương mại quan trọng nhất của Nhật Bản, khiến cho Bột Hải trở thành một trong những đối tác thương mại quan trọng nhất của Nhật Bản.
Năm Kiến Hưng thứ 13 (năm 830), Thuận Mục thái hậu (vợ của vua Bột Hải Giản Vương, cháu dâu họ của Bột Hải Tuyên Vương, bác gái họ của Đại Kiền Hoảng) qua đời. Không lâu sau, thi hài của bà được Bột Hải Tuyên Vương chôn cất ở Quần thể lăng mộ cổ ở núi Long Đầu thuộc Hiển Đức phủ (nay thuộc Cát Lâm, Trung Quốc).
Cũng trong năm Kiến Hưng thứ 13 (năm 830), Bột Hải Tuyên Vương (ông nội của Đại Kiền Hoảng) qua đời, hưởng thọ hơn 70 tuổi. Người kế vị ông ta là đích tôn Đại Di Chấn (anh của Đại Kiền Hoảng, khi đó hơn 30 tuổi), tức là vua Bột Hải Trang Tông.

## Thời vua Bột Hải Trang Tông

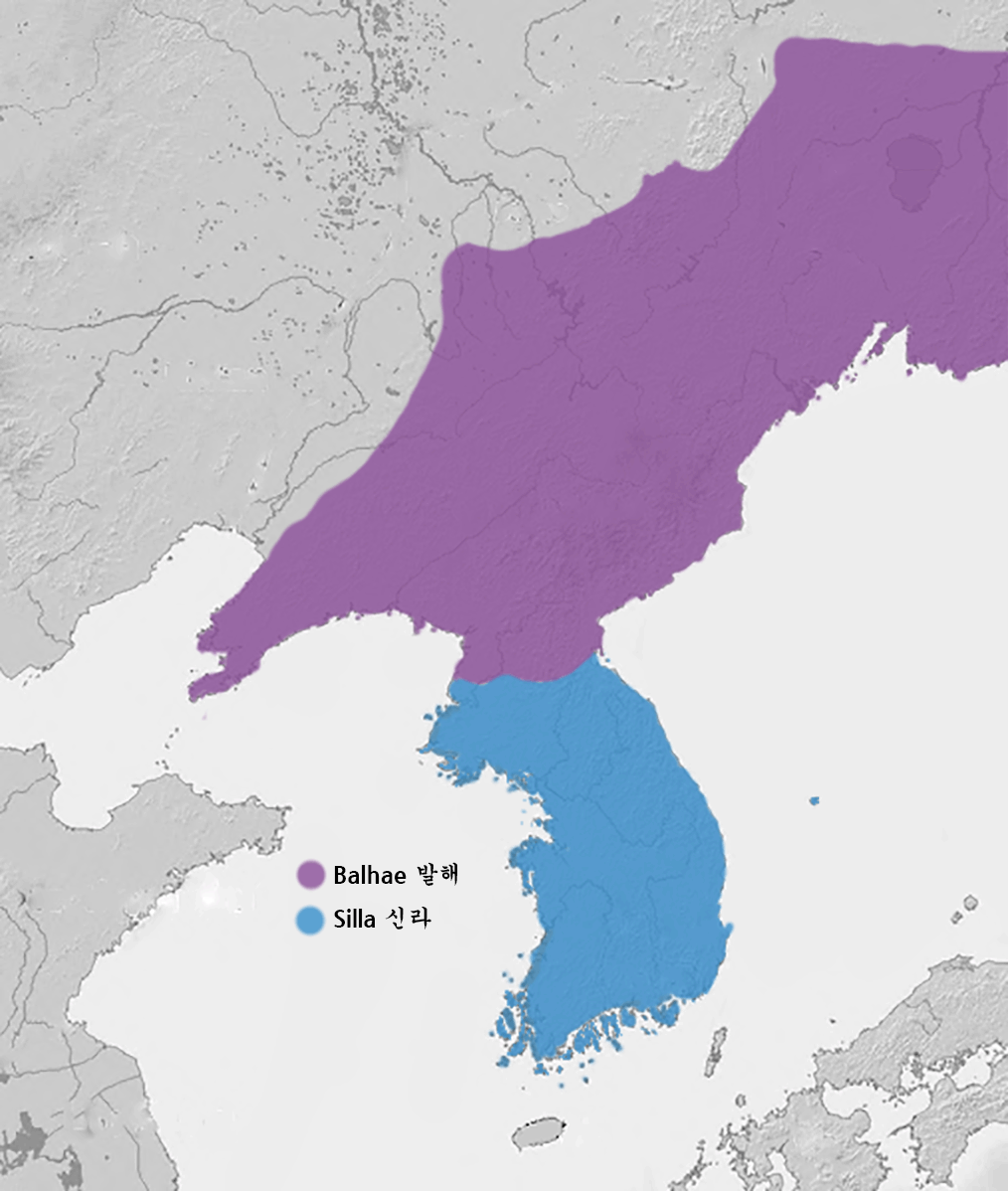
Bản đồ Vương quốc Bột Hải (màu tím, đời vua Bột Hải Trang Tông) ở phía bắc và bản đồ Tân La (màu xanh, đời vua Tân La Hưng Đức Vương) ở phía nam vào năm 830.

Bột Hải Trang Tông (anh của Đại Kiền Hoảng) chọn niên hiệu là Hàm Hòa (함화, 咸和, Hamhwa) trong năm 830 - niên hiệu thay thế niên hiệu Kiến Hưng của Bột Hải Tuyên Vương vừa băng hà.
Từ năm Hàm Hòa nguyên niên (năm 830) đến năm Hàm Hòa thứ 15 (năm 844), Bột Hải Trang Tông phái sứ giả sang nhà Đường (các đời vua Đường Văn Tông, Đường Vũ Tông) triều cống 16 lần vào các năm 830, 831 (năm này Bột Hải Trang Tông triều cống 2 lần), 832, 833, 834, 835, 836, 837, 838, 839, 840, 841, 842, 843 và 844.
Năm Hàm Hòa thứ 2 (năm 831), vua Đường Văn Tông của nhà Đường cử sứ thần mang chiếu thư (詔書) sang sách phong cho Bột Hải Trang Tông. Bột Hải Trang Tông mô phỏng nhà Đường, thi hành Mộ binh chế, thành lập thần sách quân tả hữu, tả hữu tam quân, 120 ti. Bột Hải Trang Tông đã làm theo ý muốn của ông nội là Bột Hải Tuyên Vương, cố gắng áp dụng hệ thống quản lý và Luật lệnh chế (律令制) đó vào lãnh thổ vương quốc Bột Hải. Ông ta phái con trai trưởng là Đại Xương Huy (cháu trai của Đại Kiền Hoảng) và hàng chục người hầu của mình đến nhà Đường (đời vua Đường Văn Tông) để học tập, tiếp thu nền văn hóa của nhà Đường một cách tích cực, rồi về áp dụng trong vương quốc Bột Hải.
Cuối năm 831, bộ lạc Hắc Thủy Mạt Hạt ở đông bắc vương quốc Bột Hải chia quân 4 đạo tấn công vào An Viễn phủ, Hoài Viễn phủ, Thiết Lợi phủ và Mạc Hiệt phủ của vương quốc Bột Hải. Ba thủ phủ Đạt Châu (nay là Đồng Giang, Hắc Long Giang, Trung Quốc) của Hoài Viễn phủ, Đức Lý trấn (nay là Y Lan, Hắc Long Giang, Trung Quốc) của Thiết Lợi phủ và Mạc Châu (nay là A Thành, Hắc Long Giang, Trung Quốc) của Mạc Hiệt phủ đều bị quân Hắc Thủy Mạt Hạt bao vây.
Năm Hàm Hòa thứ 3 (năm 832), vua Bột Hải Trang Tông phái 4 cánh quân Bột Hải xuất chiến: Cánh quân Bột Hải thứ nhất đến Mạc Hiệt phủ để giải vây cho Mạc Châu (nay là A Thành, Hắc Long Giang, Trung Quốc); Cánh quân Bột Hải thứ hai đến Thiết Lợi phủ để giải vây cho Đức Lý trấn (nay là Y Lan, Hắc Long Giang, Trung Quốc); Cánh quân Bột Hải thứ ba đến Hoài Viễn phủ để giải vây cho Đạt Châu (nay là Đồng Giang, Hắc Long Giang, Trung Quốc); Cánh quân Bột Hải thứ tư đến An Viễn phủ để đánh đuổi quân Hắc Thủy Mạt Hạt ra khỏi An Viễn phủ. Kết quả 4 cánh quân Bột Hải đã đánh đuổi được 4 cánh quân Hắc Thủy Mạt Hạt ra khỏi vương quốc Bột Hải.

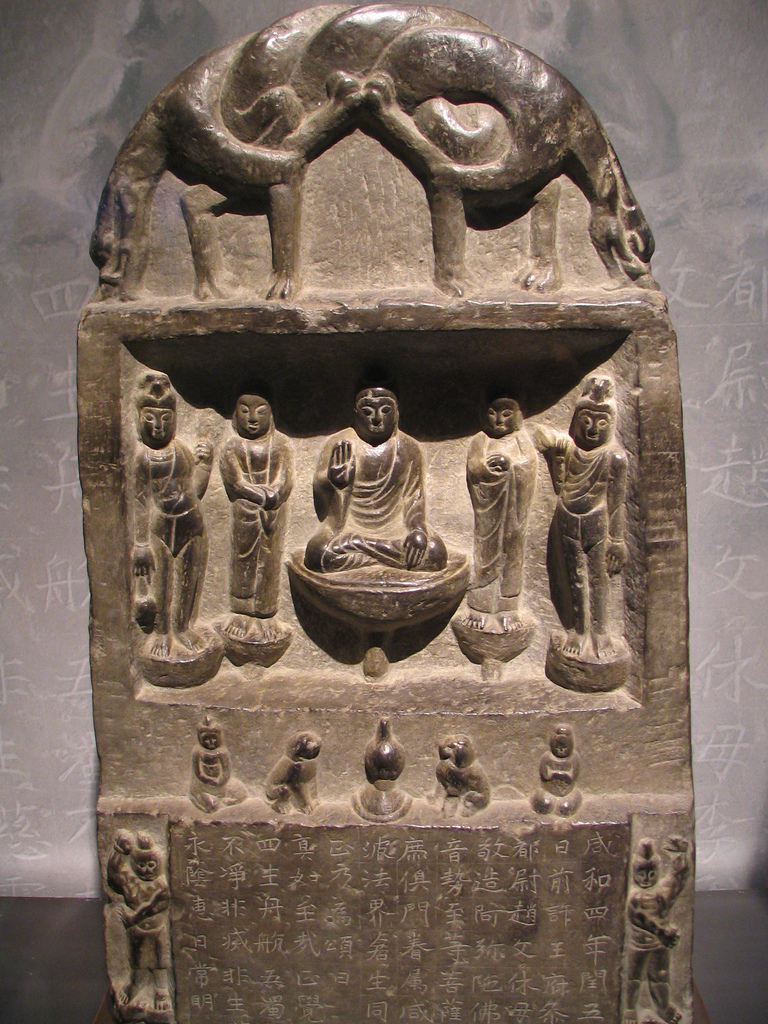
Điêu khắc phù điêu Phật giáo từ vương quốc Bột Hải tại Bảo tàng nghệ thuật Ohara, Nhật Bản. Bản khắc bằng chữ Hán có mô tả về quá trình tạo tác vào năm 834 sau Công nguyên (đời vua Bột Hải Trang Tông của vương quốc Bột Hải) và một bài thơ ca ngợi Đạt ma.

Một ghi chép vào năm Hàm Hòa thứ 5 (năm 834) nói rằng vương quốc Bột Hải (đời vua Bột Hải Trang Tông) có một hoàng đế tối cao (tức là vua Bột Hải Trang Tông) và 19 đại vương cai trị 19 phủ của vương quốc Bột Hải.
Các đại vương này mang họ Cao (Go, 高), Trương (Jang, 張), Dương (Yang, 楊), Đậu (Du, 竇), Ô (Wu, 烏) và Lý (Lee, 李). Đây là sáu dòng họ có quyền lực trong vương quốc Bột Hải lúc bấy giờ. Mỗi một dòng họ có 3 đại vương cai trị 3 phủ, còn Long Tuyền phủ bao bọc kinh đô Thượng Kinh thì do người của dòng họ Đại (Dae, 大) - dòng họ hoàng gia Bột Hải cai trị.
Năm Hàm Hòa thứ 7 (năm 836), vua Tân La Hưng Đức Vương của nước Tân La băng hà. Kim Đễ Long cùng thúc phụ (em họ của vua Tân La Hưng Đức Vương) là Kim Quân Trinh (Kim Gyunjeong) tranh giành quyền lực. Vua Bột Hải Trang Tông gửi quân đội Bột Hải sang Tân La phía nam hợp quân với Kim Đễ Long và Jami phu nhân giết chết Kim Quân Trinh khi ông này đang trên đường làm lễ đăng cơ. Quân đội Bột Hải cùng Kim Đễ Long, Kim Rihong, Jami phu nhân đưa Kim Minh về kinh đô Kim Thành của Tân La. Con của Kim Quân Trinh là Kim Hựu Trưng và cháu nội của Kim Quân Trinh là Kim Khánh Ưng được Trương Bảo Cao hộ tống đào thoát đến Thanh Hải trấn (Cheonghaejin). Kim Minh đưa Kim Đễ Long lên ngôi vua Tân La, tức là vua Tân La Hi Khang vương. Quân đội Bột Hải sau đó mới rút về nước.
Trong thời gian Bột Hải Trang Tông cai trị, vương quốc Bột Hải có các hoạt động thương mại với nhà Đường (các đời vua Đường Văn Tông, Đường Vũ Tông, Đường Tuyên Tông), Tân La (các đời vua Tân La Hưng Đức Vương, Tân La Hi Khang Vương, Tân La Mẫn Ai Vương, Tân La Thần Vũ Vương, Tân La Văn Thánh Vương, Tân La Hiến An Vương), tộc Khiết Đan (các đời Chiêu Cổ Khả hãn, Da Lan Khả hãn) và Nhật Bản (các đời Thiên hoàng Junna, Thiên hoàng Ninmyō, Thiên hoàng Montoku).
Năm Hàm Hòa thứ 21 (năm 850), vương quốc Bột Hải của vua Bột Hải Trang Tông đã hoàn thiện hệ thống hành chính địa phương, bao gồm 5 kinh đô, 19 phủ và 62 quận như cấu trúc của nhà Đường và Cao Câu Ly.
Em trai của Bột Hải Trang Tông, Đại Kiền Hoảng (大虔晃), là một người hầu có ảnh hưởng và xảo quyệt, xuất thân từ một gia đình hoàng gia. Trong thời gian Bột Hải Trang Tông cai trị, Đại Kiền Hoảng đã có trong tay Nhị tỉnh lục bộ (二省六部) trong Tam tỉnh lục bộ (三省六部) và thậm chí còn quản lý công việc văn phòng trong cung.
Năm Hàm Hòa thứ 28 (năm 857), Bột Hải Trang Tông (Đại Di Chấn) qua đời, hưởng thọ hơn 60 tuổi. Sinh thời Bột Hải Trang Tông có 6 hoàng tử là Đại Xương Huy, Đại Minh Huấn, Đại Minh Tuấn, Đại Diên Quảng, Đại Quang Thịnh và Đại Lập Ngạc. Tuy nhiên không rõ nguyên do vì sao mà không ai trong số 6 hoàng tử này được kế vị ngôi vua Bột Hải của ông ta. Các vua Bột Hải trước có trưởng tử đến tuổi trưởng thành, cùng sứ thần làm sứ giả sang nhà Đường. Với Bột Hải Trang Tông, chỉ có Đại Xương Huy thường xuyên đi sứ, có thể đã quen với việc đi sứ chứ không thể cai trị đất nước, 5 hoàng tử còn lại vẫn có thể kế vị ngôi vua. Nhưng kì đệ (em trai) của Bột Hải Trang Tông là Đại Kiền Hoảng (khi đó đã gần 50 tuổi) lên nối ngôi vua Bột Hải, thay vì các con trai của ông ta. Gần đây, các chuyên gia lịch sử nghi ngờ rằng có một cuộc đảo chính quân sự của Đại Kiền Hoảng để giành lấy ngôi vua Bột Hải.

## Trị vì
Vua Đại Kiền Hoảng đã cử một số đoàn sứ thần sang Nhật Bản (đời Thiên hoàng Montoku) và nhà Đường (đời vua Đường Tuyên Tông) để thông báo việc mình kế vị và bang giao.
Vua Đại Kiền Hoảng tiếp tục tiến hành bang giao với vua Đường Ý Tông của nhà Đường và Thiên hoàng Seiwa của Nhật Bản. Theo ghi chép của Nhật Bản thư kỷ (Nihon Shoki, 日本書紀), vua Đại Kiền Hoảng đã cử 105 quan chức và học giả Bột Hải đến Nhật Bản (đời Thiên hoàng Seiwa), bao gồm cả Lee Geo-Jeong. Ngoài ra, vua Đại Kiền Hoảng còn tiến hành các hoạt động thương mại với tộc Khiết Đan (các đời Da Lan Khả hãn, Tiển Chất Khả hãn) và Tân La (các đời vua Tân La Hiến An Vương, Tân La Cảnh Văn Vương). Vương quốc Bột Hải của vua Đại Kiền Hoảng còn buôn bán với cả bộ tộc Thất Vi (bộ tộc cai trị khu vực Nội Mông và Mông Cổ ngày nay).
Thời gian này, người Khiết Đan gần Xích Phong và Thông Liêu hiện đại đã công nhận uy quyền tối cao của vương quốc Bột Hải (đời vua Đại Kiền Hoảng).
Năm 871 vua Đại Kiền Hoảng qua đời, hưởng thọ hơn 60 tuổi. Do thế tử (không rõ tên, con của vua Đại Kiền Hoảng) đã mất trước đó nên kì tôn (cháu nội) của vua Đại Kiền Hoảng là Đại Huyền Tích (khi đó khoảng 26 tuổi) lên kế vị, tức là vua Bột Hải Minh Tông. Sau khi Đại Kiền Hoảng qua đời, vương quốc Bột Hải bắt đầu mất đi quyền hành chính địa phương.